# Сања Рајовић
Сања Рајовић (18. мај 1981, Аранђеловац) је рукометна репрезентативка Србије. Игра на позицији пивота. Са рукометном репрезентацијом Србије освојила је сребрну медаљу на Светском првенству 2013, злато на Медитеранским играма исте године и четврто место на Европском првенству 2012.
У клупској каријери освојила је Лигу и Куп Србије, као и Лигу и Куп Хрватске.